# 方祠文昌阁
方祠文昌阁，位于安徽绩溪县县城华阳镇犁尖角县工业局内。由方氏家族建于清嘉庆七年（1802），用于存放谱牒，并供奉文昌帝君。高二层，9.5米。正方形平面，面阔、进深各三间。建筑小巧精致，雕刻精美。
1986年6月21日方祠文昌阁公布为绩溪县文物保护单位。2016年公布为宣城市文物保护单位。2019年3月28日，方祠文昌阁公布为第八批安徽省文物保护单位。